# Зигемундин, Юстина
Юсти́на Зи́гемунд (урождённая — Ди́трих; нем. Justine Siegemund; родилась 26 декабря 1636 года, дер. Розток, Силезия, умерла 10 ноября 1705 года в Берлине, Королевство Пруссия) — знаменитая акушерка из Силезии. Автор одного из первых учебников по акушерству в Европе (1690).

## Биография

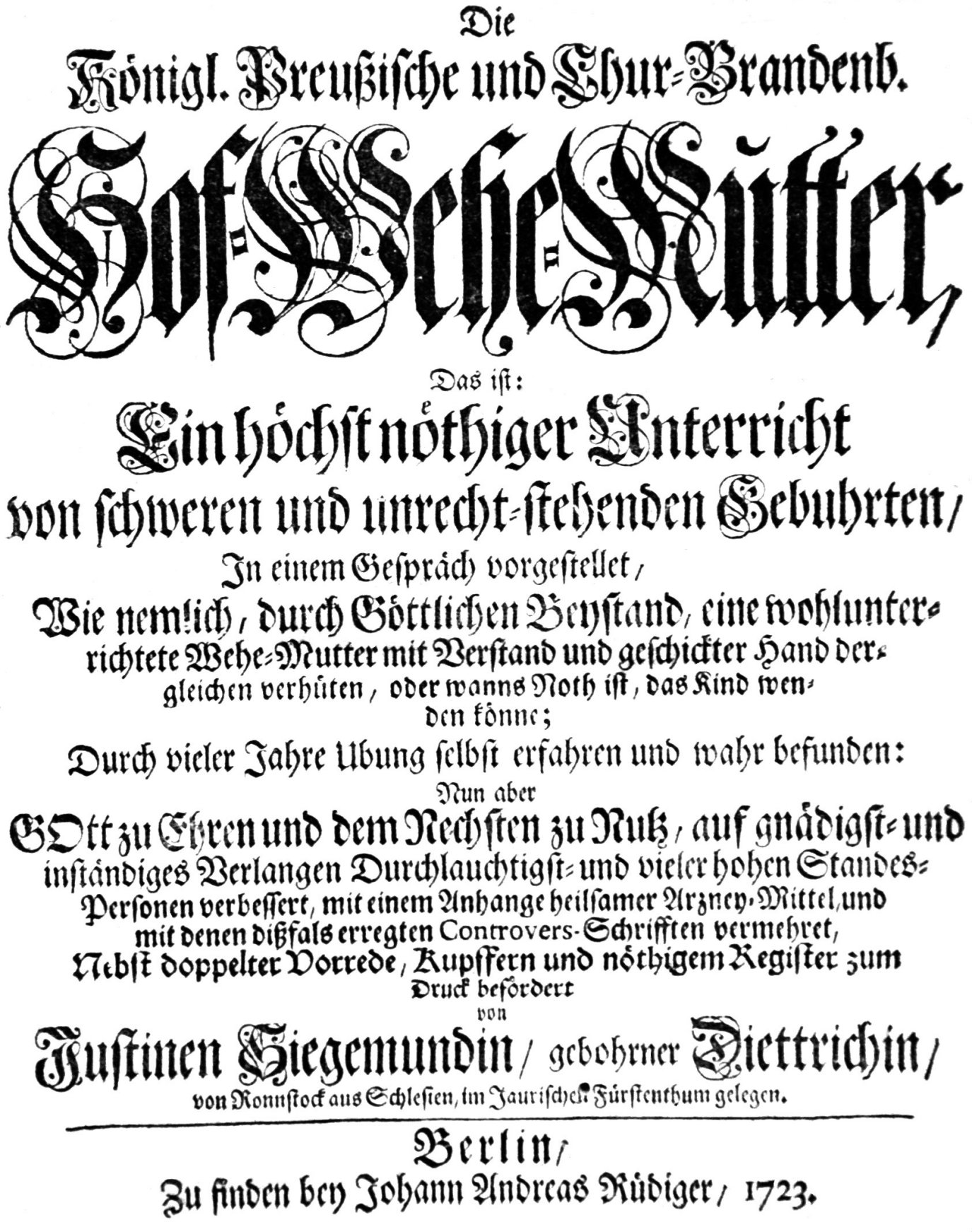
Титульная страница книги Ю. Зигемундин «Акушерство». 1723 г.

Родилась в селе Роншток (нем. Rohnstock), Силезия (ныне Добромежа Нижнесилезское воеводство Польши) в семье протестантского пастора. В 14 лет осталась сиротой. В 1655 году вышла замуж. В двадцатилетнем возрасте сильно пострадала от рук некомпетентных акушерок, которые ошибочно полагали, что она беременна. До конца жизни Юстина оставалась бездетной.
Это стало для неё мотивом, чтобы обучиться акушерству. В возрасте 21 года начала изучать акушерство по медицинским книгам. В 1659 году впервые приняла осложнённые роды.
Работая с опытными акушерками (акушерских школ для женщин тогда не было), к 25 годам уже обладала достаточными познаниями и опытом в акушерстве и начала самостоятельную практику в деревнях. До 1670 года предоставляла бесплатное обслуживание крестьянским и бедным женщинам в её районе. Со временем, стала обслуживать жен торговцев и представительниц благородных семей.
В 1683 г. переехала в г. Легница, где была назначена городской акушеркой. Своим акушерским искусством она приобрела огромную популярность, чем привлекла внимание курфюрста бранденбургского Фридриха Вильгельма I и в 1688 г. была им приглашена на должность придворной акушерки в Берлин. Позже, служила при дворе короля Пруссии Фридриха I. Приняла четырёх детей его сестры герцогини Саксонии Марии-Амалии. При дворе Августа Сильного в 1696 г. помогла его супруге Кристиане Эбергардине Бранденбург-Байрейтской родить будущего короля польского и великого князя литовского Августа III.

## Научная деятельность

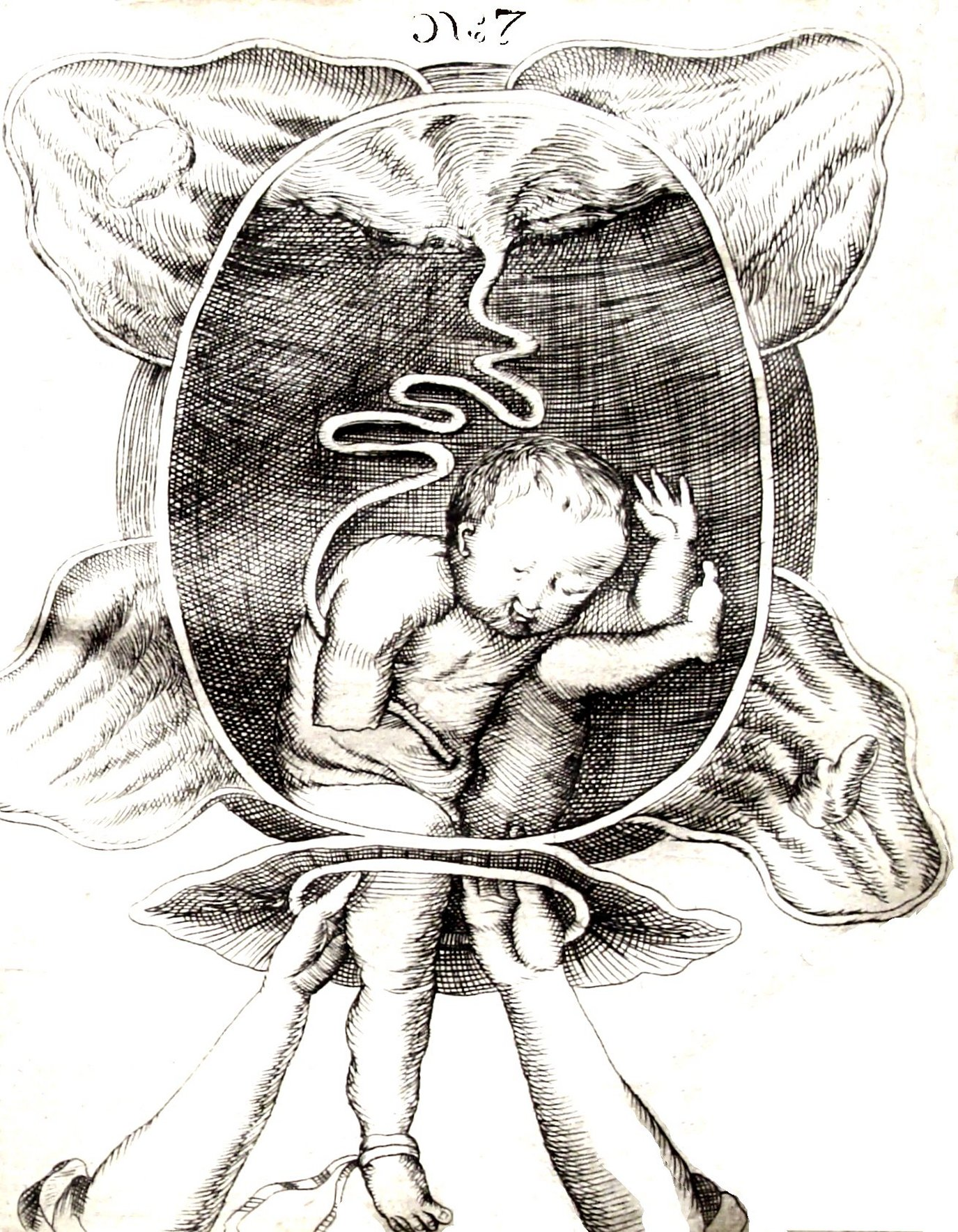
Одна из 40 гравюр-иллюстраций по руководству приёма ребёнка при осложнённых родах

В 1690 г. Юстина Зигемундин опубликовала учебник акушерства — один из первых учебников по акушерству в Европе. Учебник был основан на её личных наблюдениях и содержал ценные практические указания, подкрепленные оригинальными иллюстрациями (учебник выдержал еще 9 изданий).
Она предложила известный в акушерстве «двойной ручной прием» для поворота плода при поперечном его положении; впервые предложила производить разрыв плодного пузыря с целью остановки кровотечения и ускорения родов при предлежании плаценты.

## Избранные труды
- Die königl[ich-]preußische und chur-brandenb[urgische] Hof-Wehe-Mutter : das ist: ein höchst nöthiger Unterricht von schweren und unrecht stehenden Gebuhrten, in einem Gespräch vorgestellet, wie nemlich durch göttlichen Beystand, eine wohl-unterrichtete Wehe-Mutter mit Verstand und geschickter Hand dergleichen verhüten, oder wanns Noth ist, das Kind wenden könne; mit einem Anhange heilsamer Arzney-Mittel und … Controvers-Schriften vermehret …. Berlin : Rüdiger, 1723
- Wider Herrn Andreae Petermann … Gründliche Deduction vieler Handgriffe, die Er aus dem Buche Die Chur-Brandenburgische Hoff-Wehe-Mutter genant, Als Speculationes und ungereimt, ja gefährlich zu seyn … Nöthiger Bericht 1692